# Wayne Ferreira
Wayne Richard Ferreira (ur. 15 września 1971 w Johannesburgu) – południowoafrykański tenisista, reprezentant w Pucharze Davisa, srebrny medalista igrzysk olimpijskich w Barcelonie (1992) w grze podwójnej.

## Kariera tenisowa
Występując jeszcze w gronie juniorów Ferreira w 1989 roku wygrał grę podwójną chłopców podczas US Open, gdzie tworzył parę z Grantem Staffordem. W klasyfikacji deblowej juniorów w tym samym roku został liderem, natomiast w singlu najwyżej był na 6. miejscu.
Jako zawodowy tenisista występował w latach 1989–2005.
W grze pojedynczej Ferreira wygrał 15 turniejów rangi ATP World Tour oraz awansował do 8 finałów.
W grze podwójnej tenisista z RPA osiągnął łącznie 24 finały, z których w 11 zwyciężył.
W latach 1992–2005 Ferreira reprezentował RPA w Pucharze Davisa. Rozegrał przez ten okres 59 meczów, z których w 41 triumfował.
Ferreira trzy razy startował w igrzyskach olimpijskich, w Barcelonie (1992), Atlancie (1996) i Sydney (2000). W Barcelonie zdobył srebrny medal w parze z Pietem Norvalem przegrywając mecz o mistrzostwo z Niemcami Borisem Beckerem i Michaelem Stichem.
W rankingu gry pojedynczej Ferreira najwyżej był na 6. miejscu (8 maja 1995), a w klasyfikacji gry podwójnej na 9. pozycji (19 marca 2001).

### Finały w turniejach ATP World Tour
| Legenda                                      |
| -------------------------------------------- |
| Wielki Szlem                                 |
| Igrzyska olimpijskie                         |
| Tennis Masters Cup / ATP Finals              |
| ATP Masters Series / ATP Tour Masters 1000   |
| ATP International Series Gold / ATP Tour 500 |
| ATP International Series / ATP Tour 250      |

#### Gra pojedyncza (15–8)
| Końcowy wynik | Nr  | Data                 | Turniej       | Nawierzchnia    | Przeciwnik         | Wynik finału                     |
| ------------- | --- | -------------------- | ------------- | --------------- | ------------------ | -------------------------------- |
| Finalista     | 1.  | 16 lutego 1992       | Memphis       | Twarda (hala)   | MaliVai Washington | 3:6, 2:6                         |
| Zwycięzca     | 1.  | 14 czerwca 1992      | Londyn        | Trawiasta       | Shūzō Matsuoka     | 6:3, 6:4                         |
| Finalista     | 2.  | 19 lipca 1992        | Stuttgart     | Ceglana         | Andrij Medwediew   | 1:6, 4:6, 7:6(5), 6:2, 1:6       |
| Zwycięzca     | 2.  | 30 sierpnia 1992     | Schenectady   | Twarda          | Jamie Morgan       | 6:2, 6:7(5), 6:2                 |
| Finalista     | 3.  | 7 marca 1993         | Indian Wells  | Twarda          | Jim Courier        | 3:6, 3:6, 1:6                    |
| Finalista     | 4.  | 13 czerwca 1993      | Londyn        | Trawiasta       | Michael Stich      | 3:6, 4:6                         |
| Zwycięzca     | 3.  | 9 stycznia 1994      | Oʻahu         | Twarda          | Richey Reneberg    | 6:4, 6:7(3), 6:1                 |
| Finalista     | 5.  | 27 lutego 1994       | Rotterdam     | Dywanowa (hala) | Michael Stich      | 6:4, 3:6, 0:6                    |
| Finalista     | 6.  | 19 czerwca 1994      | Manchester    | Trawiasta       | Patrick Rafter     | 6:7(5), 6:7(4)                   |
| Zwycięzca     | 4.  | 21 sierpnia 1994     | Indianapolis  | Twarda          | Olivier Delaître   | 6:2, 6:1                         |
| Zwycięzca     | 5.  | 18 września 1994     | Bordeaux      | Twarda          | Jeff Tarango       | 6:0, 7:5                         |
| Zwycięzca     | 6.  | 2 października 1994  | Bazylea       | Twarda (hala)   | Patrick McEnroe    | 4:6, 6:2, 7:6(7), 6:3            |
| Zwycięzca     | 7.  | 16 października 1994 | Tel Awiw-Jafa | Twarda          | Amos Mansdorf      | 7:6(4), 6:3                      |
| Zwycięzca     | 8.  | 12 lutego 1995       | Dubaj         | Twarda          | Andrea Gaudenzi    | 6:3, 6:3                         |
| Zwycięzca     | 9.  | 7 maja 1995          | Monachium     | Ceglana         | Michael Stich      | 7:5, 7:6(6)                      |
| Zwycięzca     | 10. | 15 października 1995 | Ostrawa       | Dywanowa (hala) | MaliVai Washington | 3:6, 6:4, 6:3                    |
| Zwycięzca     | 11. | 22 października 1995 | Lyon          | Dywanowa (hala) | Pete Sampras       | 7:6(2), 5:7, 6:3                 |
| Zwycięzca     | 12. | 10 marca 1996        | Scottsdale    | Twarda          | Marcelo Ríos       | 2:6, 6:3, 6:3                    |
| Finalista     | 7.  | 21 lipca 1996        | Waszyngton    | Twarda          | Michael Chang      | 2:6, 4:6                         |
| Zwycięzca     | 13. | 25 sierpnia 1996     | Toronto       | Twarda          | Todd Woodbridge    | 6:2, 6:4                         |
| Finalista     | 8.  | 18 kwietnia 1999     | Tokio         | Twarda          | Nicolas Kiefer     | 6:7(5), 5:7                      |
| Zwycięzca     | 14. | 5 listopada 2000     | Stuttgart     | Twarda (hala)   | Lleyton Hewitt     | 7:6(6), 3:6, 6:7(5), 7:6(2), 6:2 |
| Zwycięzca     | 15. | 3 sierpnia 2003      | Los Angeles   | Twarda          | Lleyton Hewitt     | 6:3, 4:6, 7:5                    |

#### Gra podwójna (11–13)
| Końcowy wynik | Nr  | Data                 | Turniej      | Nawierzchnia    | Partner               | Przeciwnicy                        | Wynik finału             |
| ------------- | --- | -------------------- | ------------ | --------------- | --------------------- | ---------------------------------- | ------------------------ |
| Zwycięzca     | 1.  | 6 stycznia 1991      | Adelaide     | Twarda          | Stefan Kruger         | Paul Haarhuis Mark Koevermans      | 6:4, 4:6, 6:4            |
| Zwycięzca     | 2.  | 24 marca 1991        | Miami        | Twarda          | Piet Norval           | Ken Flach Robert Seguso            | 5:7, 7:6, 6:2            |
| Zwycięzca     | 3.  | 12 stycznia 1992     | Auckland     | Twarda          | Jim Grabb             | Grant Connell Glenn Michibata      | 6:4, 6:3                 |
| Finalista     | 1.  | 5 kwietnia 1992      | Johannesburg | Twarda          | Piet Norval           | Pieter Aldrich Danie Visser        | 4:6, 4:6                 |
| Finalista     | 2.  | 17 maja 1992         | Rzym         | Ceglana         | Mark Kratzmann        | Jakob Hlasek Marc Rosset           | 6:7, 6:7                 |
| Finalista     | 3.  | 8 sierpnia 1992      | Barcelona    | Ceglana         | Piet Norval           | Boris Becker Michael Stich         | 6:7(5), 6:4, 6:7(5), 3:6 |
| Finalista     | 4.  | 16 maja 1993         | Rzym         | Ceglana         | Mark Kratzmann        | Jacco Eltingh Paul Haarhuis        | 4:6, 6:7                 |
| Zwycięzca     | 4.  | 8 sierpnia 1993      | Los Angeles  | Twarda          | Michael Stich         | Grant Connell Scott Davis          | 7:6, 7:6                 |
| Finalista     | 5.  | 14 listopada 1993    | Antwerpia    | Dywanowa (hala) | Javier Sánchez        | Grant Connell Patrick Galbraith    | 3:6, 6:7                 |
| Finalista     | 6.  | 15 maja 1994         | Rzym         | Ceglana         | Javier Sánchez        | Jewgienij Kafielnikow David Rikl   | 1:6, 5:7                 |
| Finalista     | 7.  | 14 sierpnia 1994     | Cincinnati   | Twarda          | Mark Kratzmann        | Alex O’Brien Sandon Stolle         | 7:6, 3:6, 2:6            |
| Zwycięzca     | 5.  | 14 maja 1995         | Hamburg      | Ceglana         | Jewgienij Kafielnikow | Byron Black Andriej Olchowski      | 6:1, 7:6                 |
| Finalista     | 8.  | 22 października 1995 | Lyon         | Dywanowa (hala) | John-Laffnie de Jager | Jakob Hlasek Jewgienij Kafielnikow | 3:6, 3:6                 |
| Finalista     | 9.  | 26 lipca 1998        | Waszyngton   | Twarda          | Patrick Galbraith     | Grant Stafford Kevin Ullyett       | 2:6, 4:6                 |
| Zwycięzca     | 6.  | 22 lutego 1998       | Antwerpia    | Twarda          | Jewgienij Kafielnikow | Tomás Carbonell Francisco Roig     | 7:5, 3:6, 6:2            |
| Finalista     | 10. | 28 lutego 1999       | Londyn       | Dywanowa (hala) | Byron Black           | Tim Henman Greg Rusedski           | 3:6, 6:7(6)              |
| Zwycięzca     | 7.  | 1 sierpnia 1999      | Los Angeles  | Twarda          | Byron Black           | Goran Ivanišević Brian MacPhie     | 6:2, 7:6(4)              |
| Finalista     | 11. | 8 sierpnia 1999      | Montreal     | Twarda          | Byron Black           | Jonas Björkman Patrick Rafter      | 6:7(5), 4:6              |
| Finalista     | 12. | 24 października 1999 | Lyon         | Dywanowa (hala) | Sandon Stolle         | Piet Norval Kevin Ullyett          | 6:4, 6:7(5), 6:7(4)      |
| Zwycięzca     | 8.  | 23 kwietnia 2000     | Monte Carlo  | Ceglana         | Jewgienij Kafielnikow | Paul Haarhuis Sandon Stolle        | 6:3, 2:6, 6:1            |
| Finalista     | 13. | 14 maja 2000         | Rzym         | Ceglana         | Jewgienij Kafielnikow | Martin Damm Dominik Hrbatý         | 4:6, 6:4, 3:6            |
| Zwycięzca     | 9.  | 18 marca 2001        | Indian Wells | Twarda          | Jewgienij Kafielnikow | Jonas Björkman Todd Woodbridge     | 6:2, 7:5                 |
| Zwycięzca     | 10. | 13 maja 2001         | Rzym         | Ceglana         | Jewgienij Kafielnikow | Daniel Nestor Sandon Stolle        | 6:4, 7:6(6)              |
| Zwycięzca     | 11. | 16 marca 2003        | Indian Wells | Twarda          | Jewgienij Kafielnikow | Bob Bryan Mike Bryan               | 3:6, 7:5, 6:4            |

### Wyniki w turniejach wielkoszlemowych (gra pojedyncza)
| Turniej         | 2004 | 2003 | 2002 | 2001 | 2000 | 1999 | 1998 | 1997 | 1996 | 1995 | 1994 | 1993 | 1992 | 1991 | 1990 |
| --------------- | ---- | ---- | ---- | ---- | ---- | ---- | ---- | ---- | ---- | ---- | ---- | ---- | ---- | ---- | ---- |
| Australian Open | 3R   | PF   | ĆF   | 3R   | 4R   | 4R   | 2R   | 4R   | 2R   | 2R   | 4R   | 4R   | PF   | 4R   | –    |
| French Open     | 1R   | 3R   | 1R   | 1R   | 3R   | 2R   | 3R   | 3R   | 4R   | 3R   | 1R   | 2R   | 3R   | 2R   | –    |
| Wimbledon       | 3R   | 1R   | 3R   | 1R   | 4R   | 1R   | 4R   | 3R   | 3R   | 4R   | ĆF   | 4R   | 4R   | 2R   | 2R   |
| US Open         | 1R   | 2R   | 4R   | 1R   | 2R   | 1R   | 1R   | 4R   | 1R   | 1R   | 3R   | 4R   | ĆF   | 2R   | –    |

Legenda
     W, wygrał turniej
     F, przegrał w finale
     PF, przegrał w półfinale
     ĆF, przegrał w ćwierćfinale
     4R, 3R, 2R, 1R przegrał w IV, III, II, I rundzie
     –, nie startował w turnieju głównym